# Mala Gorica (żupania sisacko-moslawińska)
Mala Gorica – wieś w Chorwacji, w żupanii sisacko-moslawińskiej, w mieście Petrinja. W 2011 roku liczyła 510 mieszkańców.